# USS Tatum (DE-789)
USS Tatum (DE-789/APD-81) là một tàu hộ tống khu trục lớp Buckley được Hải quân Hoa Kỳ chế tạo trong Chiến tranh Thế giới thứ hai. Tên nó được đặt theo Thiếu tá Hải quân Laurice Aldridge Tatum (1894-1942), bác sĩ quân y từng phục vụ trên tàu sân bay Wasp (CV-7), đã tử trận khi Wasp bị đắm trong Chiến dịch Guadalcanal vào ngày 15 tháng 9, 1942, và được truy tặng Huân chương Ngôi sao Bạc. Nó đã phục vụ trong chiến tranh cho đến năm 1944, khi được cải biến thành một tàu vận chuyển cao tốc mang ký hiệu lườn APD-81, và tiếp tục phục vụ cho đến khi chiến tranh kết thúc; nó xuất biên chế năm 1946 và bị tháo dỡ năm 1961. Tatum được tặng thưởng hai Ngôi sao Chiến trận do thành tích phục vụ trong Thế Chiến II.

## Thiết kế và chế tạo
Những chiếc thuộc lớp tàu hộ tống khu trục Buckley có chiều dài chung 306 ft (93 m), mạn tàu rộng 37 ft 1 in (11,30 m) và độ sâu mớn nước khi đầy tải là 11 ft 3 in (3,43 m). Chúng có trọng lượng choán nước tiêu chuẩn 1.400 tấn Anh (1.400 t); và lên đến 1.740 tấn Anh (1.770 t) khi đầy tải. Hệ thống động lực bao gồm hai turbine hơi nước General Electric công suất 13.500 mã lực (10.100 kW), dẫn động hai máy phát điện công suất 9.200 kilôwatt (12.300 hp) để vận hành hai trục chân vịt;  công suất 12.000 hp (8.900 kW) cho phép đạt được tốc độ tối đa 23 kn (26 mph; 43 km/h), và có dự trữ hành trình 6.000 nmi (6.900 mi; 11.000 km) khi di chuyển ở vận tốc đường trường 12 kn (14 mph; 22 km/h).
Vũ khí trang bị bao gồm ba pháo 3 in (76 mm)/50 cal trên tháp pháo nòng đơn có thể đối hạm hoặc phòng không, một khẩu đội 1,1 inch/75 caliber bốn nòng và tám pháo phòng không Oerlikon 20 mm. Vũ khí chống ngầm bao gồm một dàn súng cối chống tàu ngầm Hedgehog Mk. 10 (có 24 nòng và mang theo 144 quả đạn); hai đường ray Mk. 9 và tám máy phóng K3 Mk. 6 để thả mìn sâu. Khác biệt đáng kể so với lớp Evarts dẫn trước là chúng có thêm ba ống phóng ngư lôi Mark 15 21 inch (533 mm). Thủy thủ đoàn đầy đủ bao gồm 186 sĩ quan và thủy thủ.
Tatum được đặt lườn tại xưởng tàu của hãng Consolidated Steel Corp., Ltd. tại Orange, Texas vào ngày 22 tháng 4, 1943. Nó được hạ thủy vào ngày 7 tháng 8, 1943; được đỡ đầu bởi bà Cecile Cofield Tatum, vợ góa Thiếu tá Tatum, và nhập biên chế vào ngày 22 tháng 11, 1943 dưới quyền chỉ huy của Hạm trưởng, Thiếu tá Hải quân William Cotesworth Pinchney Bellinger.

## Lịch sử hoạt động

### Mặt trận Đại Tây Dương
Sau khi hoàn tất việc chạy thử máy huấn luyện tại khu vực Bermuda và sửa chữa sau chạy thử máy, Tatum đảm nhiệm vai trò hộ tống vận tải dọc theo vùng bờ Đông cho đến ngày 25 tháng 3, 1944. Nó rời Tompkinsville, New York, để hộ tộng một đoàn tàu vận tải vượt Đại Tây Dương hướng sang Anh, đi đến Plymouth vào ngày 19 tháng 4; hành trình quay trở về đi ngang qua Milford Haven, Wales và Belfast, Bắc Ireland trước khi về đến New York vào ngày 12 tháng 5.
Hai chuyến hộ tống vận tải vượt Đại Tây Dương tiếp theo đưa Tatum đến các cảng Bắc Phi. Nó rời vùng bờ Đông vào ngày 28 tháng 5, tháp tùng để bảo vệ các tàu sân bay hộ tống USS|Kasaan Bay|CVE-69|3}}, Tulagi (CVE-72) và Mission Bay (CVE-59) hướng sang Morocco thuộc Pháp. Sau khi chuyển giao số máy bay vận chuyển tại Casablanca, lực lượng quay trở về Hoa Kỳ vào ngày 17 tháng 6, khi neo đậu tại Bayonne, New Jersey. Nó lại gia nhập cùng Kasaan Bay và Tulagi một lần nữa vào ngày 28 tháng 6, để cùng lên đường hướng sang Algeria, đi đến Oran vào ngày 10 tháng 7. Nó lên đường vào ngày hôm sau để gặp gỡ chiếc SS Cross Keys tại Casablanca, rồi hộ tống nó đi Bizerte, Tunisia.
Tatum quay trở lại Oran vào ngày 16 tháng 7, rồi lên đường bốn ngày sau đó hộ tống các tàu sân bay Anh HMS Hunter (D80) và HMS Stalker (D91) trong hành trình đi sang Malta. Vào ngày 23 tháng 7, nó thả 130 quả mìn sâu tấn công một mục tiêu tàu ngầm đối phương, nhưng không mang lại kết quả. Lực lượng đi đến Malta vào ngày 25 tháng 7, được tăng cường thêm Kasaan Bay và Tulagi trước khi tiếp tục hành trình đi sang Alexandria, Ai Cập, rồi quay trở lại Malta, đến nơi vào ngày 3 tháng 8.
Tatum đi đến Naples vào ngày hôm sau, nơi nó đón lên tàu vị chỉ huy một đoàn tàu đổ bộ được tập trung nhằm chuẩn bị cho Chiến dịch Dragoon, cuộc đổ bộ lên miền Nam nước Pháp. Nó khởi hành từ Naples vào ngày 9 tháng 8, gia nhập cùng các tàu đổ bộ tại vịnh Pozzuoli và hộ tống chúng đi đến khu vực tập trung tại Ajaccio, Corse. Trước bình minh ngày 15 tháng 8, đoàn tàu đi đến ngoài khơi Saint-Tropez nơi nó đưa vị chỉ huy đoàn tàu sang chiếc LCI-196; sau đó nó tuần tra ngoài khơi Saint-Tropez cho đến xế chiều ngày hôm sau. Từ ngày 17 tháng 8 cho đến giữa tháng 10, nó hộ tống các đoàn tàu đi lại giữa Corse, Sardegna và miền Nam nước Pháp.
Vào ngày 16 tháng 10, Tatum rời Marseilles hộ tống một đoàn tàu vận tải đi Bizerte và Oran. Sang đầu tháng 11, nó hộ tống một đoàn tàu vận tải khác đi từ Oran đến Marseilles trước khi hộ tống cho chiếc tàu chở quân của Lục quân USAT Mariposa đi Naples và quay trở lại Oran vào ngày 15 tháng 11. Nó lên đường vào ngày 24 tháng 11, hộ tống một đoàn tàu vận tải vượt Đại Tây Dương để quay trở về Hoa Kỳ, về đến vào ngày 11 tháng 12.

### Mặt trận Thái Bình Dương
Từ ngày 12 tháng 12, 1944, Tatum bắt đầu được cải biến tại để thành một tàu vận chuyển cao tốc thuộc lớp Charles Lawrence; nó chính thức được xếp lại lớp với ký hiệu lườn mới APD-81 vào ngày 15 tháng 12, 1944.
Khởi hành từ Tompkinsville, New York vào ngày 6 tháng 3, 1945, Tatum hoạt động huấn luyện tại khu vực vịnh Chesapeake cho đến ngày 14 tháng 3, rồi cùng tàu chở hàng Prentiss rời Hampton Roads vào ngày 16 tháng 3 để đi sang khu vực Mặt trận Thái Bình Dương. Đi ngang qua kênh đào Panama và nó đi đến Trân Châu Cảng vào ngày 12 tháng 4. Nó tiếp tục huấn luyện tại vùng biển quần đảo Hawaii trước khi lên đường hộ tống một đoàn tàu vận tải, đi ngang qua Marshall và Caroline để hướng đến vùng biển quần đảo Ryūkyū.
Đi đến bãi đổ bộ Hagushi tại Okinawa vào ngày 19 tháng 5, Tatum đảm nhiệm tuần tra phòng không và chống tàu ngầm tại khu vực chung quanh hòn đảo. Vào chiều tối ngày 29 tháng 5, đang khi đi đến một vị trí cột mốc canh phòng radar, nó bị bốn máy bay đối phương tấn công. Hỏa lực phòng không của con tàu đã khai hỏa nhắm vào chiếc thứ nhất khi nó bay ngang mũi tàu, bắn trúng cánh và thân máy bay; đối thủ lượn vòng gắt và hướng đến mạn phải con tàu. Cánh trái và đuôi chiếc máy bay tách rời ra và rơi xuống nước ở khoảng cách 40 ft (12 m); quả bom nó mang theo rơi ra, nảy tung trên mặt nước trước khi xuyên qua lườn tàu bên dưới vị trí một tháp phảo. May mắn là quả bom bị tịt ngòi; nó xuyên qua hai lớp vách ngăn và mắc kẹt tại hành lang cạnh cabin của Hạm phó. Phần còn lại của chiếc máy bay cũng va phải con tàu dưới mặt nước, gây một vết lỏm lên lườn tàu và làm hư hại hệ thống điều khiển hỏa lực và việc thông tin liên lạc với phòng động cơ.
Trong khi đó chiếc máy bay thứ hai và thứ ba chuẩn bị cho lượt tấn công. Hỏa lực phòng không Tatum của ngăn chặn được một chiếc, nhưng chiếc kia tiếp tục lao về hướng con tàu cho đến khi hỏa lực phòng không dày đặc khiến nó không còn kiểm soát được. Chiếc máy bay lượn gắt qua bên phải, lướt qua mạn trái con tàu trước khi rơi xuống nước cách đuôi tàu khoảng 100 yd (91 m). Vài giây sau, chiếc máy bay thứ hai quay lại tấn công, ập đến suýt trúng phía bên phải cầu tàu; hỏa lực phòng không tiếp tục tập trung vào nó khi đối thủ lấy lại độ cao, vòng qua và chuẩn bị tấn công lần nữa. Đợt tấn công thứ ba kết thúc khi nó lướt qua đuôi tàu và rơi xuống nước ở khoảng cách 50 ft (15 m) về phía đuôi bên mạn phải.
Chiếc máy bay thứ tư rõ ràng đang chờ đợi sự tấn công của đồng đội để tạo cơ hội cho mình; nó lượn vòng qua bên trái rồi đâm bổ xuống con tàu. Hỏa lực phòng không của Tatum đã bắn trúng cánh bên trái máy bay khiến nó rơi xuống nước cách mũi tàu bên mạn trái khoảng 30 ft (9,1 m). Một vụ nổ dưới nước xảy ra sau đó khiến toàn con tàu bị chấn động mạnh, nhưng may mắn không gây thêm thiệt hại.
Bất chấp những hư hại đáng kể cho con tàu, thủy thủ đoàn của Tatum đã đưa thiết bị của nó hoạt động trở lại chỉ sau 15 phút. Sau khi được tàu hộ tống khu trục Walter C. Wann (DE-412) thay phiên vào chiều tối hôm đó, nó đi đến Hagushi và đón một sĩ quan đạn dược lên tàu, rồi di chuyển ra khơi 2 mi (3,2 km) nơi quả bom tịt ngòi được tháo kíp nổ và thả rơi xuống biển. Con tàu quay trở lại Hagushi vào sáng hôm sau, và tiếp tục đi đến Kerama Retto để được sửa chữa tạm thời.
Rời khu vực Okinawa vào ngày 11 tháng 6, Tatum hộ tống một đoàn tàu vận tải đi sang Ulithi, và từ đây hộ tống cho chiếc tàu sửa chữa Briareus đi đến vịnh San Pedro, Leyte. Tại đây công việc sửa chữa triệt để con tàu mới được hoàn tất, và nó thực hành huấn luyện cùng các thiết giáp hạm Texas (BB-35) và Mississippi (BB-41), tàu khu trục Gainard (DD-706) và tàu vận chuyển cao tốc Barber (APD-57). Sau khi Nhật Bản đã chấp nhận đầu hàng vào ngày 15 tháng 8 giúp kết thúc cuộc xung đột, nó rời vịnh San Pedro vào ngày 18 tháng 8 để hộ tống các thiết giáp hạm Idaho (BB-42) và Mississippi đi sang Okinawa, đi đến vịnh Buckner ba ngày sau đó.
Tiếp tục ở lại khu vực Viễn Đông thêm tám tháng, Tatum trợ giúp vào hoạt động chiếm đóng và tái thiết. Từ ngày 9 đến ngày 11 tháng 9, nó hộ tống một đơn vị đặc nhiệm vận chuyển lực lượng chiếm đóng từ vịnh Buckner đến Wakanoura, Honshū, Nhật Bản, và ở lại đây cho đến ngày 19 tháng 9, trợ giúp vào việc di tản những cựu tù binh chiến tranh Đồng Minh. Nó chuyển đến Nagasaki để tiếp tục phục vụ cho việc di tản, rồi lên đường đi Okinawa vào ngày 25 tháng 9. Nó khởi hành đi Philippines ba tuần sau đó, gia nhập một đoàn tàu vận tải tại Manila để vận chuyển lực lượng chiếm đóng đi sang Việt Nam. Đi đến Hải Phòng vào ngày 2 tháng 11, nó đón lên tàu binh lính Trung Hoa dân quốc rồi lên đường vào ngày 4 tháng 11 để vận chuyển họ đến Tần Hoàng Đảo, đến nơi vào ngày 12 tháng 11.
Tatum tiếp tục vai trò vận chuyển giữa các cảng Trung Quốc cho đến giữa tháng 4, 1946; nó rời Hong Kong vào ngày 12 tháng 4 cho hành trình quay trở về Hoa Kỳ. Sau các chặng dừng tại Guam và Trân Châu Cảng, nó về đến San Pedro, California vào ngày 9 tháng 5. Lại lên đường vào ngày 18 tháng 5, con tàu chuyển sang vùng bờ Đông Hoa Kỳ, đi đến Philadelphia, Pennsylvania vào ngày 3 tháng 6. Nó đi đến Xưởng hải quân Charleston, South Carolina vào ngày 5 tháng 7 để đại tu chuẩn bị ngừng hoạt động; và đến giữa tháng 10 con tàu được kéo đến Green Cove Springs, Florida. Nó được cho xuất biên chế tại đây vào ngày 15 tháng 11, 1946 và không bao giờ được đưa ra hoạt động trở lại. Tên nó được cho rút khỏi danh sách Đăng bạ Hải quân vào ngày 1 tháng 6, 1960, và con tàu được bán cho hãng Southern Scrap Metal Co. tại New Orleans, Louisiana vào ngày 8 tháng 5, 1961 để tháo dỡ.

## Phần thưởng
Tatum được tặng thưởng hai Ngôi sao Chiến trận do thành tích phục vụ trong Thế Chiến II.
|             |  | Bronze star |
| Bronze star |  |             |

| Dãi băng Hoạt động Tác chiến                                                 | Huân chương Chiến dịch Hoa Kỳ        | Huân chương Chiến dịch Châu Á-Thái Bình Dương với 1 Ngôi sao Chiến trận |
| Huân chương Chiến dịch Châu Âu-Châu Phi-Trung Đông với 1 Ngôi sao Chiến trận | Huân chương Chiến thắng Thế Chiến II | Huân chương Phục vụ Chiếm đóng Hải quân                                 |